# Gambette indiavolate
Gambette indiavolate (Why Be Good?) è un film muto del 1929, diretto da William A. Seiter.
Uscito negli Stati Uniti nel marzo 1929, venne adattato in italiano nel dicembre 1929.
Nel 2014 il film è stato restaurato con il contributo della Warner Bros.; l'unica copia è conservata alla "Cineteca Italiana".

## Trama
Peabody Jr. e i suoi amici si preparano a folleggiare la notte prima del giorno in cui deve iniziare il lavoro nel grande magazzino del padre, Peabody Sr.  che dà al figlio informazioni sull'attività.
Nel frattempo, Pert Kelly, dopo aver vinto un concorso di danza, viene corteggiata da alcuni gentiluomini, e in un locale, The Boiler, Pert attira l'attenzione di Peabody Jr., che le dà un passaggio a casa e appuntamento per la notte seguente. Pert il giorno dopo arriva in ritardo al lavoro e deve presentarsi all'ufficio del personale dove è sorpresa di trovare Peabody Jr.; il padre Peabody Sr. si trova nell'ufficio, capisce cosa sta succedendo e licenzia Pert.
Peabody Jr. deve aspettare diverse ore prima di poter spiegare a Pert che non è lui che l'ha licenziata ma il padre, e i due affrontano diverse peripezie per far accettare il loro amore a Peabody Sr.

## Colonna sonora
Pur essendo un film muto, Gambette indiavolate aveva della musica e delle canzoni sincronizzate, tra cui il brano "I'm Thirsty for Kisses, I'm Hungry For Love", scritto da Lou Davis e J. Fred Coot e cantata dall'interprete principale del film Colleen Moore; in Italia il titolo del brano venne tradotto "Ho sete di baci e fame d'amore".